# Ramon Sessions
Pour les articles homonymes, voir Ramon et Sessions.
Ramon Sessions (né le 11 avril 1986 à Myrtle Beach, Caroline du Sud) est un joueur professionnel américain de basket-ball évoluant au poste de meneur. Il mesure 1,88 m.

## Carrière
Il fait partie des derniers choix de la draft 2007 (56e position par les Bucks de Milwaukee).
Au début de sa première saison, les Bucks l'envoient en NBA Development League. En fin de saison, Sessions profite de la blessure du meneur titulaire Maurice Williams pour gagner du temps de jeu et faire forte impression.
L'année suivante (2008-2009), il n'est toujours que le second meneur dans la hiérarchie de l'équipe, derrière cette fois Luke Ridnour, mais il profite d'une blessure de ce dernier pour se montrer avantageusement, conservant la place de titulaire après le retour du blessé.
En 2012, il rejoint les Lakers de Los Angeles en compagnie de Christian Eyenga Moenge contre un premier tour de draft, Luke Walton et Jason Kapono.
Après des playoffs décevants et l'arrivée de Steve Nash à L.A, il s'engage avec les Bobcats de Charlotte le 12 juillet 2012.
Le 19 février 2014, Ramon Sessions est transféré chez les Bucks de Milwaukee en compagnie de Jeff Adrien, échangé contre Gary Neal et Luke Ridnour.
Le 19 février 2015, il est transféré aux Wizards de Washington contre Andre Miller.
Le 3 novembre 2018 il signe un contrat de trois mois avec une possibilité de prolongation au Maccabi Tel Aviv en remplacement de Jeremy Pargo blessé. Il joue en Europe pour la première fois de sa carrière,. Il quitte le club le 20 novembre pour « raisons personnelles » après avoir joué deux rencontres en Euroligue et aucune en championnat national,.

## Statistiques
Légende :
gras = ses meilleures performances

### Universitaires
| Saison    | Équipe | Matchs | Titul. | Min./m | % Tir | % 3pts | % LF | Rbds/m. | Pass/m. | Int/m. | Ctr/m. | Pts/m. |
| --------- | ------ | ------ | ------ | ------ | ----- | ------ | ---- | ------- | ------- | ------ | ------ | ------ |
| 2004-2005 | Nevada | 32     | 31     | 31,1   | 41,2  | 22,2   | 69,3 | 3,84    | 5,19    | 1,47   | 0,09   | 9,00   |
| 2005-2006 | Nevada | 31     | 29     | 26,2   | 35,9  | 0,0    | 56,8 | 4,16    | 4,94    | 1,19   | 0,13   | 4,68   |
| 2006-2007 | Nevada | 34     | 33     | 30,2   | 45,2  | 38,0   | 82,5 | 4,74    | 4,68    | 0,85   | 0,21   | 12,26  |
| Total     | Total  | 97     | 93     | 29,2   | 41,7  | 31,2   | 74,0 | 4,26    | 4,93    | 1,16   | 0,14   | 8,76   |

### Professionnelles

#### Saison régulière NBA
| Saison     | Équipe      | Matchs | Titul. | Min./m | % Tir | % 3pts | % LF | Rbds/m. | Pass/m. | Int/m. | Ctr/m. | Pts/m. |
| ---------- | ----------- | ------ | ------ | ------ | ----- | ------ | ---- | ------- | ------- | ------ | ------ | ------ |
| 2007-2008  | Milwaukee   | 17     | 7      | 26,4   | 43,6  | 42,9   | 78,0 | 3,41    | 7,47    | 1,00   | 0,18   | 8,06   |
| 2008-2009  | Milwaukee   | 79     | 39     | 27,5   | 44,5  | 17,6   | 79,4 | 3,41    | 5,72    | 1,05   | 0,09   | 12,37  |
| 2009-2010  | Milwaukee   | 82     | 1      | 21,1   | 45,6  | 6,7    | 71,7 | 2,61    | 3,15    | 0,67   | 0,06   | 8,22   |
| 2010-2011  | Cleveland   | 81     | 38     | 26,3   | 46,6  | 20,0   | 82,3 | 3,15    | 5,17    | 0,74   | 0,10   | 13,27  |
| 2011-2012* | Cleveland   | 41     | 4      | 24,5   | 39,8  | 41,9   | 83,0 | 3,10    | 5,17    | 0,66   | 0,02   | 10,49  |
| 2011-2012* | L.A. Lakers | 23     | 19     | 30,5   | 47,9  | 48,6   | 71,3 | 3,78    | 6,17    | 0,74   | 0,09   | 12,65  |
| 2012-2013  | Charlotte   | 61     | 0      | 27,1   | 40,8  | 30,8   | 83,9 | 2,77    | 3,77    | 0,79   | 0,11   | 14,36  |
| 2013-2014  | Charlotte   | 55     | 7      | 23,7   | 40,9  | 22,1   | 78,2 | 2,13    | 3,75    | 0,60   | 0,11   | 10,51  |
| 2013-2014  | Milwaukee   | 28     | 12     | 32,5   | 46,1  | 35,7   | 84,1 | 3,07    | 4,79    | 0,57   | 0,11   | 15,82  |
| 2014-2015  | Sacramento  | 36     | 7      | 17,8   | 34,4  | 21,4   | 72,7 | 1,92    | 2,67    | 0,36   | 0,00   | 5,44   |
| 2014-2015  | Washington  | 28     | 3      | 19,5   | 41,1  | 40,6   | 81,2 | 2,68    | 3,07    | 0,57   | 0,00   | 7,36   |
| 2015-2016  | Washington  | 82     | 5      | 20,3   | 47,3  | 32,4   | 75,6 | 2,48    | 2,91    | 0,56   | 0,06   | 9,88   |
| 2016-2017  | Charlotte   | 50     | 1      | 16,2   | 38,0  | 33,9   | 77,1 | 1,46    | 2,58    | 0,54   | 0,06   | 6,24   |
| 2017-2018  | Washington  | 15     | 0      | 15,0   | 39,1  | 40,0   | 76,2 | 1,33    | 3,33    | 0,47   | 0,07   | 5,87   |
| 2017-2018  | New York    | 13     | 3      | 12,9   | 32,1  | 18,2   | 80,0 | 1,38    | 2,08    | 0,54   | 0,08   | 3,69   |
| Total      | Total       | 691    | 146    | 23,3   | 43,4  | 31,6   | 79,1 | 2,66    | 4,06    | 0,68   | 0,08   | 10,33  |

Note: * Cette saison a été réduite de 82 à 66 matchs en raison du Lock out.

Dernière modification le 16 avril 2018

#### Playoffs NBA
| Saison | Équipe      | Matchs | Titul. | Min./m | % Tir | % 3pts | % LF | Rbds/m. | Pass/m. | Int/m. | Ctr/m. | Pts/m. |
| ------ | ----------- | ------ | ------ | ------ | ----- | ------ | ---- | ------- | ------- | ------ | ------ | ------ |
| 2012   | L.A. Lakers | 12     | 12     | 31,6   | 37,7  | 16,0   | 74,3 | 3,00    | 3,58    | 0,33   | 0,08   | 9,67   |
| 2015   | Washington  | 10     | 3      | 21,8   | 37,1  | 40,0   | 68,4 | 2,40    | 2,30    | 0,40   | 0,10   | 7,50   |
| Total  | Total       | 22     | 15     | 27,2   | 37,5  | 28,0   | 72,2 | 2,73    | 3,00    | 0,36   | 0,09   | 8,68   |

## Records NBA
Les records personnels de Ramon Sessions, officiellement recensés par la NBA sont les suivants :
| Type de statistique        | Saison régulière | Saison régulière                             | Saison régulière                   | Playoffs | Playoffs                                      | Playoffs                  |
| Type de statistique        | Record           | Adversaire                                   | Date                               | Record   | Adversaire                                    | Date                      |
| -------------------------- | ---------------- | -------------------------------------------- | ---------------------------------- | -------- | --------------------------------------------- | ------------------------- |
| Points                     | 44               | Pistons de Détroit                           | 7 février 2009                     | 21       | @ Hawks d'Atlanta                             | 5 mai 2015                |
| Paniers marqués            | 13               | Pistons de Détroit @ Clippers de Los Angeles | 7 février 2009 24 mars 2014        | 8        | @ Hawks d'Atlanta                             | 5 mai 2015                |
| Paniers tentés             | 21               | @ Clippers de Los Angeles                    | 24 mars 2014                       | 16       | Nuggets de Denver                             | 1er mai 2012              |
| Paniers à 3 points réussis | 3                | 4 fois                                       |                                    | 8        | Raptors de Toronto @ Hawks d'Atlanta          | 26 avril 2015 5 mai 2015  |
| Paniers à 3 points tentés  | 5                | 3 fois                                       |                                    | 5        | @ Hawks d'Atlanta                             | 5 mai 2015                |
| Lancers francs réussis     | 18               | Pistons de Détroit                           | 7 février 2009                     | 6        | @ Nuggets de Denver @ Thunder d'Oklahoma City | 10 mai 2012 21 mai 2012   |
| Lancers francs tentés      | 21               | Pistons de Détroit                           | 7 février 2009                     | 8        | @ Nuggets de Denver @ Thunder d'Oklahoma City | 10 mai 2012 21 mai 2012   |
| Rebonds offensifs          | 4                | @ Suns de Phoenix Wizards de Washington      | 1er novembre 2009 26 décembre 2009 | 1        | 5 fois                                        |                           |
| Rebonds défensifs          | 8                | 3 fois                                       |                                    | 8        | @ Nuggets de Denver                           | 4 mai 2012                |
| Rebonds totaux             | 10               | Lakers de Los Angeles                        | 1er avril 2009                     | 9        | @ Nuggets de Denver                           | 4 mai 2012                |
| Passes décisives           | 24               | Bulls de Chicago                             | 14 avril 2008                      | 6        | 3 fois                                        |                           |
| Interceptions              | 5                | Pistons de Détroit                           | 9 février 2011                     | 2        | Nuggets de Denver                             | 1er mai 2012              |
| Contres                    | 2                | @ Pacers de l'Indiana Bucks de Milwaukee     | 6 avril 2008 29 novembre 2013      | 1        | @ Thunder d'Oklahoma City Raptors de Toronto  | 21 mai 2012 24 avril 2015 |
| Balles perdues             | 7                | Trail Blazers de Portland                    | 21 mars 2009                       |          |                                               |                           |
| Minutes jouées             | 53               | @ Timberwolves du Minnesota                  | 16 avril 2008                      | 41       | @ Thunder d'Oklahoma City                     | 21 mai 2012               |

- Double-double : 28 (au 26/02/2017)
- Triple-double : 1

## Palmarès
- Champion de la Division Pacifique en 2012 avec les Los Angeles Lakers.

## Pour approfondir
- Liste des joueurs de NBA avec 23 passes décisives et plus sur un match.